# Puente de la Libertad (Budapest)
El puente de la Libertad (en húngaro: Szabadság híd) de Budapest, Hungría, cruza el río Danubio, conecta Buda y Pest. Está situado en la parte sur del centro de la ciudad. Se inauguró en 1896, con el nombre de puente Francisco José,  en honor al emperador Francisco José I de Austria, que asistió a su inauguración. En sus extremos se encuentran: En la orilla de Buda la Colina Gellért (Balneario Gellért, Hotel Gellért) y en el lado de Pest se encuentra el Mercado Central y la Universidad Corvinus de Budapest. 

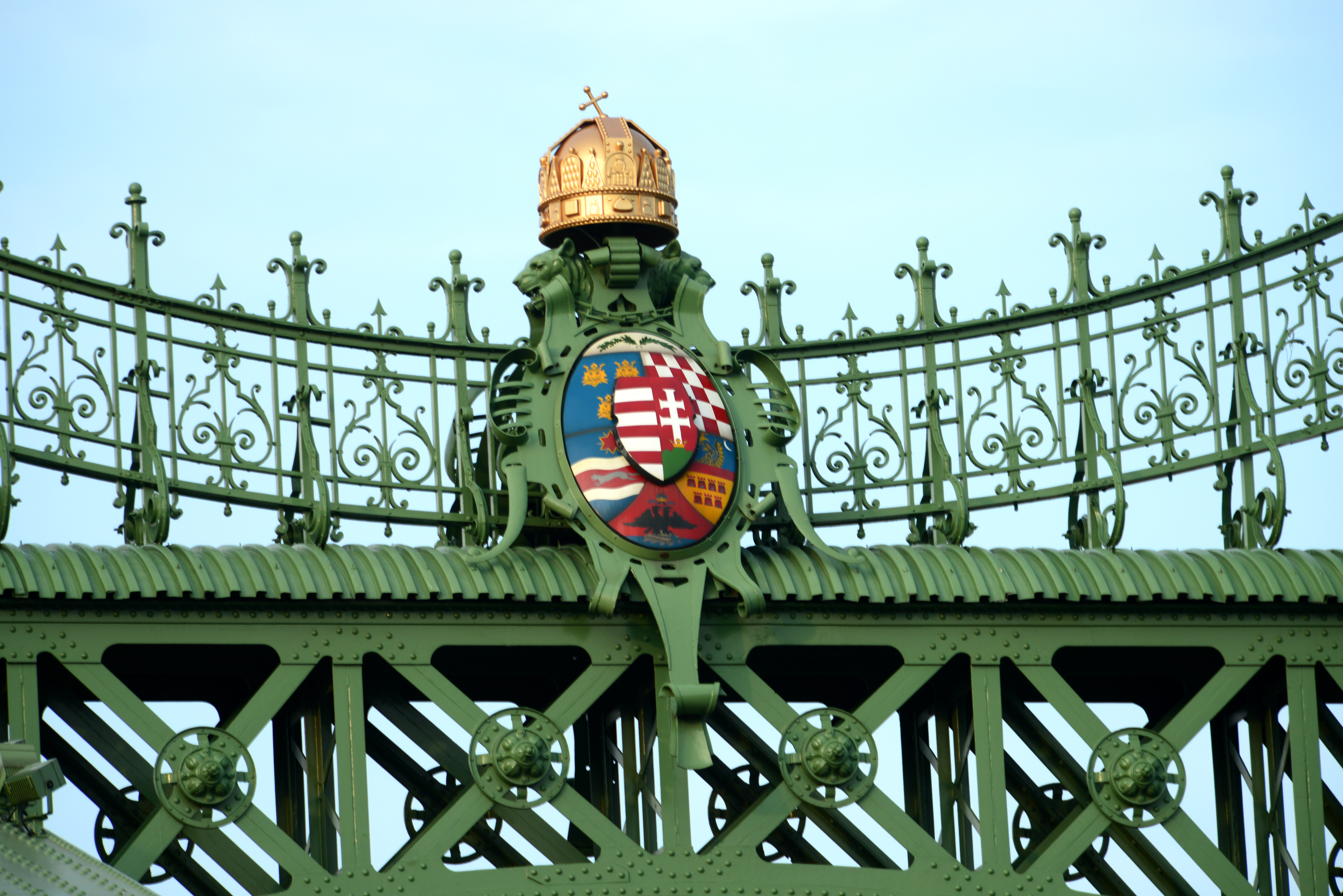
Uno de varios escudos de armas incrustados en el puente de la Libertad.

El puente se construyó entre 1894 y 1896, diseñado por János Feketeházy. Aunque es radicalmente diferente en su estructura, el puente imita el esquema general de un puente de tipo cadena, que se consideraba una forma estéticamente preferible en el momento de su construcción. 
Tiene 333,6 metros de largo y 20,1 m de ancho. Los mástiles se encuentran decoradas en su parte superior con estatuas de bronce de Turul, una figura de la mitología húngara. 
El puente sufre un tráfico muy saturado de automóviles y tranvías públicos, aunque existe una iniciativa para convertirlo en peatonal una vez que la cuarta línea de metro subterráneo de la ciudad se complete, que está prevista para la próxima década.
Fue destruido en la Segunda Guerra Mundial por los alemanes, su última reconstrucciòn fue en 2007.
- Datos: Q915195
- Multimedia: Liberty Bridge, Budapest / Q915195